# Pillsbury - Lasker, Saint-Pétersbourg 1896
Cet article utilise la notation algébrique pour décrire des coups du jeu d'échecs.
Pillsbury - Lasker, Saint-Pétersbourg 1896 est une célèbre partie d'échecs disputée entre Harry Nelson Pillsbury avec les Blancs et le champion du monde Emanuel Lasker (Noirs) le 4 janvier 1896 lors de la dixième ronde du tournoi de Saint-Pétersbourg 1895/96.

## Contexte
Lasker, Wilhelm Steinitz, Pillsbury et Mikhaïl Tchigorine ont été invités au tournoi de Saint Pétersbourg. Siegbert Tarrasch a annulé sa venue peu de temps auparavant pour des raisons professionnelles. Le tournoi débuta le 13 décembre 1895 et dura près de sept semaines : chacun a joué six fois contre les autres concurrents.
Pillsbury avait déjà remporté le tournoi d'Hastings 1895 et était considéré comme l'un des meilleurs joueurs d'échecs au monde. Après trois tours du tournoi, il était en tête, suivi de Lasker. Pillsbury avait remporté deux de ses trois parties contre Lasker, égalisant son score personnel contre celui-ci à +2 -2 =1. S'il avait gagné cette partie, Pillsbury aurait eu d'excellentes chances de gagner le tournoi. Dans ce cas, une ombre aurait été portée sur le titre mondial de Lasker. Lasker aurait peut-être été contraint de se battre pour le titre contre Pillsbury.

## La partie
Les annotations de cette partie sont de Garry Kasparov et tirées des deux pages internet suivantes : Partie commentée par Garry Kasparov et Autre version par Kasparov.
1. d4 d5 2. c4 e6 3. Cc3 Cf6 4. Cf3 c5 5. Fg5 cxd4 6. Dxd4 Cc6 7. Dh4?! (7. Fxf6!) 7...Fe7 8. 0-0-0?! Da5 9. e3 Fd7 10. Rb1 h6! 11. cxd5 exd5 12. Cd4 0-0! 13. Fxf6 Fxf6 14. Dh5 Cxd4 15. exd4 Fe6! 16. f4 Tac8 17. f5 Txc3!! 18. fxe6 Ta3!! (voir diagramme)
|   | a | b | c | d | e | f | g | h |   |
| 8 | Tour noire sur case noire f8 · Roi noir sur case blanche g8 · Pion noir sur case noire a7 · Pion noir sur case blanche b7 · Pion noir sur case blanche f7 · Pion noir sur case noire g7 · Pion blanc sur case blanche e6 · Fou noir sur case noire f6 · Pion noir sur case noire h6 · Dame noire sur case noire a5 · Pion noir sur case blanche d5 · Dame blanche sur case blanche h5 · Pion blanc sur case noire d4 · Tour noire sur case noire a3 · Pion blanc sur case blanche a2 · Pion blanc sur case noire b2 · Pion blanc sur case blanche g2 · Pion blanc sur case noire h2 · Roi blanc sur case blanche b1 · Tour blanche sur case blanche d1 · Fou blanc sur case blanche f1 · Tour blanche sur case blanche h1 | Tour noire sur case noire f8 · Roi noir sur case blanche g8 · Pion noir sur case noire a7 · Pion noir sur case blanche b7 · Pion noir sur case blanche f7 · Pion noir sur case noire g7 · Pion blanc sur case blanche e6 · Fou noir sur case noire f6 · Pion noir sur case noire h6 · Dame noire sur case noire a5 · Pion noir sur case blanche d5 · Dame blanche sur case blanche h5 · Pion blanc sur case noire d4 · Tour noire sur case noire a3 · Pion blanc sur case blanche a2 · Pion blanc sur case noire b2 · Pion blanc sur case blanche g2 · Pion blanc sur case noire h2 · Roi blanc sur case blanche b1 · Tour blanche sur case blanche d1 · Fou blanc sur case blanche f1 · Tour blanche sur case blanche h1 | Tour noire sur case noire f8 · Roi noir sur case blanche g8 · Pion noir sur case noire a7 · Pion noir sur case blanche b7 · Pion noir sur case blanche f7 · Pion noir sur case noire g7 · Pion blanc sur case blanche e6 · Fou noir sur case noire f6 · Pion noir sur case noire h6 · Dame noire sur case noire a5 · Pion noir sur case blanche d5 · Dame blanche sur case blanche h5 · Pion blanc sur case noire d4 · Tour noire sur case noire a3 · Pion blanc sur case blanche a2 · Pion blanc sur case noire b2 · Pion blanc sur case blanche g2 · Pion blanc sur case noire h2 · Roi blanc sur case blanche b1 · Tour blanche sur case blanche d1 · Fou blanc sur case blanche f1 · Tour blanche sur case blanche h1 | Tour noire sur case noire f8 · Roi noir sur case blanche g8 · Pion noir sur case noire a7 · Pion noir sur case blanche b7 · Pion noir sur case blanche f7 · Pion noir sur case noire g7 · Pion blanc sur case blanche e6 · Fou noir sur case noire f6 · Pion noir sur case noire h6 · Dame noire sur case noire a5 · Pion noir sur case blanche d5 · Dame blanche sur case blanche h5 · Pion blanc sur case noire d4 · Tour noire sur case noire a3 · Pion blanc sur case blanche a2 · Pion blanc sur case noire b2 · Pion blanc sur case blanche g2 · Pion blanc sur case noire h2 · Roi blanc sur case blanche b1 · Tour blanche sur case blanche d1 · Fou blanc sur case blanche f1 · Tour blanche sur case blanche h1 | Tour noire sur case noire f8 · Roi noir sur case blanche g8 · Pion noir sur case noire a7 · Pion noir sur case blanche b7 · Pion noir sur case blanche f7 · Pion noir sur case noire g7 · Pion blanc sur case blanche e6 · Fou noir sur case noire f6 · Pion noir sur case noire h6 · Dame noire sur case noire a5 · Pion noir sur case blanche d5 · Dame blanche sur case blanche h5 · Pion blanc sur case noire d4 · Tour noire sur case noire a3 · Pion blanc sur case blanche a2 · Pion blanc sur case noire b2 · Pion blanc sur case blanche g2 · Pion blanc sur case noire h2 · Roi blanc sur case blanche b1 · Tour blanche sur case blanche d1 · Fou blanc sur case blanche f1 · Tour blanche sur case blanche h1 | Tour noire sur case noire f8 · Roi noir sur case blanche g8 · Pion noir sur case noire a7 · Pion noir sur case blanche b7 · Pion noir sur case blanche f7 · Pion noir sur case noire g7 · Pion blanc sur case blanche e6 · Fou noir sur case noire f6 · Pion noir sur case noire h6 · Dame noire sur case noire a5 · Pion noir sur case blanche d5 · Dame blanche sur case blanche h5 · Pion blanc sur case noire d4 · Tour noire sur case noire a3 · Pion blanc sur case blanche a2 · Pion blanc sur case noire b2 · Pion blanc sur case blanche g2 · Pion blanc sur case noire h2 · Roi blanc sur case blanche b1 · Tour blanche sur case blanche d1 · Fou blanc sur case blanche f1 · Tour blanche sur case blanche h1 | Tour noire sur case noire f8 · Roi noir sur case blanche g8 · Pion noir sur case noire a7 · Pion noir sur case blanche b7 · Pion noir sur case blanche f7 · Pion noir sur case noire g7 · Pion blanc sur case blanche e6 · Fou noir sur case noire f6 · Pion noir sur case noire h6 · Dame noire sur case noire a5 · Pion noir sur case blanche d5 · Dame blanche sur case blanche h5 · Pion blanc sur case noire d4 · Tour noire sur case noire a3 · Pion blanc sur case blanche a2 · Pion blanc sur case noire b2 · Pion blanc sur case blanche g2 · Pion blanc sur case noire h2 · Roi blanc sur case blanche b1 · Tour blanche sur case blanche d1 · Fou blanc sur case blanche f1 · Tour blanche sur case blanche h1 | Tour noire sur case noire f8 · Roi noir sur case blanche g8 · Pion noir sur case noire a7 · Pion noir sur case blanche b7 · Pion noir sur case blanche f7 · Pion noir sur case noire g7 · Pion blanc sur case blanche e6 · Fou noir sur case noire f6 · Pion noir sur case noire h6 · Dame noire sur case noire a5 · Pion noir sur case blanche d5 · Dame blanche sur case blanche h5 · Pion blanc sur case noire d4 · Tour noire sur case noire a3 · Pion blanc sur case blanche a2 · Pion blanc sur case noire b2 · Pion blanc sur case blanche g2 · Pion blanc sur case noire h2 · Roi blanc sur case blanche b1 · Tour blanche sur case blanche d1 · Fou blanc sur case blanche f1 · Tour blanche sur case blanche h1 | 8 |
| 7 | Tour noire sur case noire f8 · Roi noir sur case blanche g8 · Pion noir sur case noire a7 · Pion noir sur case blanche b7 · Pion noir sur case blanche f7 · Pion noir sur case noire g7 · Pion blanc sur case blanche e6 · Fou noir sur case noire f6 · Pion noir sur case noire h6 · Dame noire sur case noire a5 · Pion noir sur case blanche d5 · Dame blanche sur case blanche h5 · Pion blanc sur case noire d4 · Tour noire sur case noire a3 · Pion blanc sur case blanche a2 · Pion blanc sur case noire b2 · Pion blanc sur case blanche g2 · Pion blanc sur case noire h2 · Roi blanc sur case blanche b1 · Tour blanche sur case blanche d1 · Fou blanc sur case blanche f1 · Tour blanche sur case blanche h1 | Tour noire sur case noire f8 · Roi noir sur case blanche g8 · Pion noir sur case noire a7 · Pion noir sur case blanche b7 · Pion noir sur case blanche f7 · Pion noir sur case noire g7 · Pion blanc sur case blanche e6 · Fou noir sur case noire f6 · Pion noir sur case noire h6 · Dame noire sur case noire a5 · Pion noir sur case blanche d5 · Dame blanche sur case blanche h5 · Pion blanc sur case noire d4 · Tour noire sur case noire a3 · Pion blanc sur case blanche a2 · Pion blanc sur case noire b2 · Pion blanc sur case blanche g2 · Pion blanc sur case noire h2 · Roi blanc sur case blanche b1 · Tour blanche sur case blanche d1 · Fou blanc sur case blanche f1 · Tour blanche sur case blanche h1 | Tour noire sur case noire f8 · Roi noir sur case blanche g8 · Pion noir sur case noire a7 · Pion noir sur case blanche b7 · Pion noir sur case blanche f7 · Pion noir sur case noire g7 · Pion blanc sur case blanche e6 · Fou noir sur case noire f6 · Pion noir sur case noire h6 · Dame noire sur case noire a5 · Pion noir sur case blanche d5 · Dame blanche sur case blanche h5 · Pion blanc sur case noire d4 · Tour noire sur case noire a3 · Pion blanc sur case blanche a2 · Pion blanc sur case noire b2 · Pion blanc sur case blanche g2 · Pion blanc sur case noire h2 · Roi blanc sur case blanche b1 · Tour blanche sur case blanche d1 · Fou blanc sur case blanche f1 · Tour blanche sur case blanche h1 | Tour noire sur case noire f8 · Roi noir sur case blanche g8 · Pion noir sur case noire a7 · Pion noir sur case blanche b7 · Pion noir sur case blanche f7 · Pion noir sur case noire g7 · Pion blanc sur case blanche e6 · Fou noir sur case noire f6 · Pion noir sur case noire h6 · Dame noire sur case noire a5 · Pion noir sur case blanche d5 · Dame blanche sur case blanche h5 · Pion blanc sur case noire d4 · Tour noire sur case noire a3 · Pion blanc sur case blanche a2 · Pion blanc sur case noire b2 · Pion blanc sur case blanche g2 · Pion blanc sur case noire h2 · Roi blanc sur case blanche b1 · Tour blanche sur case blanche d1 · Fou blanc sur case blanche f1 · Tour blanche sur case blanche h1 | Tour noire sur case noire f8 · Roi noir sur case blanche g8 · Pion noir sur case noire a7 · Pion noir sur case blanche b7 · Pion noir sur case blanche f7 · Pion noir sur case noire g7 · Pion blanc sur case blanche e6 · Fou noir sur case noire f6 · Pion noir sur case noire h6 · Dame noire sur case noire a5 · Pion noir sur case blanche d5 · Dame blanche sur case blanche h5 · Pion blanc sur case noire d4 · Tour noire sur case noire a3 · Pion blanc sur case blanche a2 · Pion blanc sur case noire b2 · Pion blanc sur case blanche g2 · Pion blanc sur case noire h2 · Roi blanc sur case blanche b1 · Tour blanche sur case blanche d1 · Fou blanc sur case blanche f1 · Tour blanche sur case blanche h1 | Tour noire sur case noire f8 · Roi noir sur case blanche g8 · Pion noir sur case noire a7 · Pion noir sur case blanche b7 · Pion noir sur case blanche f7 · Pion noir sur case noire g7 · Pion blanc sur case blanche e6 · Fou noir sur case noire f6 · Pion noir sur case noire h6 · Dame noire sur case noire a5 · Pion noir sur case blanche d5 · Dame blanche sur case blanche h5 · Pion blanc sur case noire d4 · Tour noire sur case noire a3 · Pion blanc sur case blanche a2 · Pion blanc sur case noire b2 · Pion blanc sur case blanche g2 · Pion blanc sur case noire h2 · Roi blanc sur case blanche b1 · Tour blanche sur case blanche d1 · Fou blanc sur case blanche f1 · Tour blanche sur case blanche h1 | Tour noire sur case noire f8 · Roi noir sur case blanche g8 · Pion noir sur case noire a7 · Pion noir sur case blanche b7 · Pion noir sur case blanche f7 · Pion noir sur case noire g7 · Pion blanc sur case blanche e6 · Fou noir sur case noire f6 · Pion noir sur case noire h6 · Dame noire sur case noire a5 · Pion noir sur case blanche d5 · Dame blanche sur case blanche h5 · Pion blanc sur case noire d4 · Tour noire sur case noire a3 · Pion blanc sur case blanche a2 · Pion blanc sur case noire b2 · Pion blanc sur case blanche g2 · Pion blanc sur case noire h2 · Roi blanc sur case blanche b1 · Tour blanche sur case blanche d1 · Fou blanc sur case blanche f1 · Tour blanche sur case blanche h1 | Tour noire sur case noire f8 · Roi noir sur case blanche g8 · Pion noir sur case noire a7 · Pion noir sur case blanche b7 · Pion noir sur case blanche f7 · Pion noir sur case noire g7 · Pion blanc sur case blanche e6 · Fou noir sur case noire f6 · Pion noir sur case noire h6 · Dame noire sur case noire a5 · Pion noir sur case blanche d5 · Dame blanche sur case blanche h5 · Pion blanc sur case noire d4 · Tour noire sur case noire a3 · Pion blanc sur case blanche a2 · Pion blanc sur case noire b2 · Pion blanc sur case blanche g2 · Pion blanc sur case noire h2 · Roi blanc sur case blanche b1 · Tour blanche sur case blanche d1 · Fou blanc sur case blanche f1 · Tour blanche sur case blanche h1 | 7 |
| 6 | Tour noire sur case noire f8 · Roi noir sur case blanche g8 · Pion noir sur case noire a7 · Pion noir sur case blanche b7 · Pion noir sur case blanche f7 · Pion noir sur case noire g7 · Pion blanc sur case blanche e6 · Fou noir sur case noire f6 · Pion noir sur case noire h6 · Dame noire sur case noire a5 · Pion noir sur case blanche d5 · Dame blanche sur case blanche h5 · Pion blanc sur case noire d4 · Tour noire sur case noire a3 · Pion blanc sur case blanche a2 · Pion blanc sur case noire b2 · Pion blanc sur case blanche g2 · Pion blanc sur case noire h2 · Roi blanc sur case blanche b1 · Tour blanche sur case blanche d1 · Fou blanc sur case blanche f1 · Tour blanche sur case blanche h1 | Tour noire sur case noire f8 · Roi noir sur case blanche g8 · Pion noir sur case noire a7 · Pion noir sur case blanche b7 · Pion noir sur case blanche f7 · Pion noir sur case noire g7 · Pion blanc sur case blanche e6 · Fou noir sur case noire f6 · Pion noir sur case noire h6 · Dame noire sur case noire a5 · Pion noir sur case blanche d5 · Dame blanche sur case blanche h5 · Pion blanc sur case noire d4 · Tour noire sur case noire a3 · Pion blanc sur case blanche a2 · Pion blanc sur case noire b2 · Pion blanc sur case blanche g2 · Pion blanc sur case noire h2 · Roi blanc sur case blanche b1 · Tour blanche sur case blanche d1 · Fou blanc sur case blanche f1 · Tour blanche sur case blanche h1 | Tour noire sur case noire f8 · Roi noir sur case blanche g8 · Pion noir sur case noire a7 · Pion noir sur case blanche b7 · Pion noir sur case blanche f7 · Pion noir sur case noire g7 · Pion blanc sur case blanche e6 · Fou noir sur case noire f6 · Pion noir sur case noire h6 · Dame noire sur case noire a5 · Pion noir sur case blanche d5 · Dame blanche sur case blanche h5 · Pion blanc sur case noire d4 · Tour noire sur case noire a3 · Pion blanc sur case blanche a2 · Pion blanc sur case noire b2 · Pion blanc sur case blanche g2 · Pion blanc sur case noire h2 · Roi blanc sur case blanche b1 · Tour blanche sur case blanche d1 · Fou blanc sur case blanche f1 · Tour blanche sur case blanche h1 | Tour noire sur case noire f8 · Roi noir sur case blanche g8 · Pion noir sur case noire a7 · Pion noir sur case blanche b7 · Pion noir sur case blanche f7 · Pion noir sur case noire g7 · Pion blanc sur case blanche e6 · Fou noir sur case noire f6 · Pion noir sur case noire h6 · Dame noire sur case noire a5 · Pion noir sur case blanche d5 · Dame blanche sur case blanche h5 · Pion blanc sur case noire d4 · Tour noire sur case noire a3 · Pion blanc sur case blanche a2 · Pion blanc sur case noire b2 · Pion blanc sur case blanche g2 · Pion blanc sur case noire h2 · Roi blanc sur case blanche b1 · Tour blanche sur case blanche d1 · Fou blanc sur case blanche f1 · Tour blanche sur case blanche h1 | Tour noire sur case noire f8 · Roi noir sur case blanche g8 · Pion noir sur case noire a7 · Pion noir sur case blanche b7 · Pion noir sur case blanche f7 · Pion noir sur case noire g7 · Pion blanc sur case blanche e6 · Fou noir sur case noire f6 · Pion noir sur case noire h6 · Dame noire sur case noire a5 · Pion noir sur case blanche d5 · Dame blanche sur case blanche h5 · Pion blanc sur case noire d4 · Tour noire sur case noire a3 · Pion blanc sur case blanche a2 · Pion blanc sur case noire b2 · Pion blanc sur case blanche g2 · Pion blanc sur case noire h2 · Roi blanc sur case blanche b1 · Tour blanche sur case blanche d1 · Fou blanc sur case blanche f1 · Tour blanche sur case blanche h1 | Tour noire sur case noire f8 · Roi noir sur case blanche g8 · Pion noir sur case noire a7 · Pion noir sur case blanche b7 · Pion noir sur case blanche f7 · Pion noir sur case noire g7 · Pion blanc sur case blanche e6 · Fou noir sur case noire f6 · Pion noir sur case noire h6 · Dame noire sur case noire a5 · Pion noir sur case blanche d5 · Dame blanche sur case blanche h5 · Pion blanc sur case noire d4 · Tour noire sur case noire a3 · Pion blanc sur case blanche a2 · Pion blanc sur case noire b2 · Pion blanc sur case blanche g2 · Pion blanc sur case noire h2 · Roi blanc sur case blanche b1 · Tour blanche sur case blanche d1 · Fou blanc sur case blanche f1 · Tour blanche sur case blanche h1 | Tour noire sur case noire f8 · Roi noir sur case blanche g8 · Pion noir sur case noire a7 · Pion noir sur case blanche b7 · Pion noir sur case blanche f7 · Pion noir sur case noire g7 · Pion blanc sur case blanche e6 · Fou noir sur case noire f6 · Pion noir sur case noire h6 · Dame noire sur case noire a5 · Pion noir sur case blanche d5 · Dame blanche sur case blanche h5 · Pion blanc sur case noire d4 · Tour noire sur case noire a3 · Pion blanc sur case blanche a2 · Pion blanc sur case noire b2 · Pion blanc sur case blanche g2 · Pion blanc sur case noire h2 · Roi blanc sur case blanche b1 · Tour blanche sur case blanche d1 · Fou blanc sur case blanche f1 · Tour blanche sur case blanche h1 | Tour noire sur case noire f8 · Roi noir sur case blanche g8 · Pion noir sur case noire a7 · Pion noir sur case blanche b7 · Pion noir sur case blanche f7 · Pion noir sur case noire g7 · Pion blanc sur case blanche e6 · Fou noir sur case noire f6 · Pion noir sur case noire h6 · Dame noire sur case noire a5 · Pion noir sur case blanche d5 · Dame blanche sur case blanche h5 · Pion blanc sur case noire d4 · Tour noire sur case noire a3 · Pion blanc sur case blanche a2 · Pion blanc sur case noire b2 · Pion blanc sur case blanche g2 · Pion blanc sur case noire h2 · Roi blanc sur case blanche b1 · Tour blanche sur case blanche d1 · Fou blanc sur case blanche f1 · Tour blanche sur case blanche h1 | 6 |
| 5 | Tour noire sur case noire f8 · Roi noir sur case blanche g8 · Pion noir sur case noire a7 · Pion noir sur case blanche b7 · Pion noir sur case blanche f7 · Pion noir sur case noire g7 · Pion blanc sur case blanche e6 · Fou noir sur case noire f6 · Pion noir sur case noire h6 · Dame noire sur case noire a5 · Pion noir sur case blanche d5 · Dame blanche sur case blanche h5 · Pion blanc sur case noire d4 · Tour noire sur case noire a3 · Pion blanc sur case blanche a2 · Pion blanc sur case noire b2 · Pion blanc sur case blanche g2 · Pion blanc sur case noire h2 · Roi blanc sur case blanche b1 · Tour blanche sur case blanche d1 · Fou blanc sur case blanche f1 · Tour blanche sur case blanche h1 | Tour noire sur case noire f8 · Roi noir sur case blanche g8 · Pion noir sur case noire a7 · Pion noir sur case blanche b7 · Pion noir sur case blanche f7 · Pion noir sur case noire g7 · Pion blanc sur case blanche e6 · Fou noir sur case noire f6 · Pion noir sur case noire h6 · Dame noire sur case noire a5 · Pion noir sur case blanche d5 · Dame blanche sur case blanche h5 · Pion blanc sur case noire d4 · Tour noire sur case noire a3 · Pion blanc sur case blanche a2 · Pion blanc sur case noire b2 · Pion blanc sur case blanche g2 · Pion blanc sur case noire h2 · Roi blanc sur case blanche b1 · Tour blanche sur case blanche d1 · Fou blanc sur case blanche f1 · Tour blanche sur case blanche h1 | Tour noire sur case noire f8 · Roi noir sur case blanche g8 · Pion noir sur case noire a7 · Pion noir sur case blanche b7 · Pion noir sur case blanche f7 · Pion noir sur case noire g7 · Pion blanc sur case blanche e6 · Fou noir sur case noire f6 · Pion noir sur case noire h6 · Dame noire sur case noire a5 · Pion noir sur case blanche d5 · Dame blanche sur case blanche h5 · Pion blanc sur case noire d4 · Tour noire sur case noire a3 · Pion blanc sur case blanche a2 · Pion blanc sur case noire b2 · Pion blanc sur case blanche g2 · Pion blanc sur case noire h2 · Roi blanc sur case blanche b1 · Tour blanche sur case blanche d1 · Fou blanc sur case blanche f1 · Tour blanche sur case blanche h1 | Tour noire sur case noire f8 · Roi noir sur case blanche g8 · Pion noir sur case noire a7 · Pion noir sur case blanche b7 · Pion noir sur case blanche f7 · Pion noir sur case noire g7 · Pion blanc sur case blanche e6 · Fou noir sur case noire f6 · Pion noir sur case noire h6 · Dame noire sur case noire a5 · Pion noir sur case blanche d5 · Dame blanche sur case blanche h5 · Pion blanc sur case noire d4 · Tour noire sur case noire a3 · Pion blanc sur case blanche a2 · Pion blanc sur case noire b2 · Pion blanc sur case blanche g2 · Pion blanc sur case noire h2 · Roi blanc sur case blanche b1 · Tour blanche sur case blanche d1 · Fou blanc sur case blanche f1 · Tour blanche sur case blanche h1 | Tour noire sur case noire f8 · Roi noir sur case blanche g8 · Pion noir sur case noire a7 · Pion noir sur case blanche b7 · Pion noir sur case blanche f7 · Pion noir sur case noire g7 · Pion blanc sur case blanche e6 · Fou noir sur case noire f6 · Pion noir sur case noire h6 · Dame noire sur case noire a5 · Pion noir sur case blanche d5 · Dame blanche sur case blanche h5 · Pion blanc sur case noire d4 · Tour noire sur case noire a3 · Pion blanc sur case blanche a2 · Pion blanc sur case noire b2 · Pion blanc sur case blanche g2 · Pion blanc sur case noire h2 · Roi blanc sur case blanche b1 · Tour blanche sur case blanche d1 · Fou blanc sur case blanche f1 · Tour blanche sur case blanche h1 | Tour noire sur case noire f8 · Roi noir sur case blanche g8 · Pion noir sur case noire a7 · Pion noir sur case blanche b7 · Pion noir sur case blanche f7 · Pion noir sur case noire g7 · Pion blanc sur case blanche e6 · Fou noir sur case noire f6 · Pion noir sur case noire h6 · Dame noire sur case noire a5 · Pion noir sur case blanche d5 · Dame blanche sur case blanche h5 · Pion blanc sur case noire d4 · Tour noire sur case noire a3 · Pion blanc sur case blanche a2 · Pion blanc sur case noire b2 · Pion blanc sur case blanche g2 · Pion blanc sur case noire h2 · Roi blanc sur case blanche b1 · Tour blanche sur case blanche d1 · Fou blanc sur case blanche f1 · Tour blanche sur case blanche h1 | Tour noire sur case noire f8 · Roi noir sur case blanche g8 · Pion noir sur case noire a7 · Pion noir sur case blanche b7 · Pion noir sur case blanche f7 · Pion noir sur case noire g7 · Pion blanc sur case blanche e6 · Fou noir sur case noire f6 · Pion noir sur case noire h6 · Dame noire sur case noire a5 · Pion noir sur case blanche d5 · Dame blanche sur case blanche h5 · Pion blanc sur case noire d4 · Tour noire sur case noire a3 · Pion blanc sur case blanche a2 · Pion blanc sur case noire b2 · Pion blanc sur case blanche g2 · Pion blanc sur case noire h2 · Roi blanc sur case blanche b1 · Tour blanche sur case blanche d1 · Fou blanc sur case blanche f1 · Tour blanche sur case blanche h1 | Tour noire sur case noire f8 · Roi noir sur case blanche g8 · Pion noir sur case noire a7 · Pion noir sur case blanche b7 · Pion noir sur case blanche f7 · Pion noir sur case noire g7 · Pion blanc sur case blanche e6 · Fou noir sur case noire f6 · Pion noir sur case noire h6 · Dame noire sur case noire a5 · Pion noir sur case blanche d5 · Dame blanche sur case blanche h5 · Pion blanc sur case noire d4 · Tour noire sur case noire a3 · Pion blanc sur case blanche a2 · Pion blanc sur case noire b2 · Pion blanc sur case blanche g2 · Pion blanc sur case noire h2 · Roi blanc sur case blanche b1 · Tour blanche sur case blanche d1 · Fou blanc sur case blanche f1 · Tour blanche sur case blanche h1 | 5 |
| 4 | Tour noire sur case noire f8 · Roi noir sur case blanche g8 · Pion noir sur case noire a7 · Pion noir sur case blanche b7 · Pion noir sur case blanche f7 · Pion noir sur case noire g7 · Pion blanc sur case blanche e6 · Fou noir sur case noire f6 · Pion noir sur case noire h6 · Dame noire sur case noire a5 · Pion noir sur case blanche d5 · Dame blanche sur case blanche h5 · Pion blanc sur case noire d4 · Tour noire sur case noire a3 · Pion blanc sur case blanche a2 · Pion blanc sur case noire b2 · Pion blanc sur case blanche g2 · Pion blanc sur case noire h2 · Roi blanc sur case blanche b1 · Tour blanche sur case blanche d1 · Fou blanc sur case blanche f1 · Tour blanche sur case blanche h1 | Tour noire sur case noire f8 · Roi noir sur case blanche g8 · Pion noir sur case noire a7 · Pion noir sur case blanche b7 · Pion noir sur case blanche f7 · Pion noir sur case noire g7 · Pion blanc sur case blanche e6 · Fou noir sur case noire f6 · Pion noir sur case noire h6 · Dame noire sur case noire a5 · Pion noir sur case blanche d5 · Dame blanche sur case blanche h5 · Pion blanc sur case noire d4 · Tour noire sur case noire a3 · Pion blanc sur case blanche a2 · Pion blanc sur case noire b2 · Pion blanc sur case blanche g2 · Pion blanc sur case noire h2 · Roi blanc sur case blanche b1 · Tour blanche sur case blanche d1 · Fou blanc sur case blanche f1 · Tour blanche sur case blanche h1 | Tour noire sur case noire f8 · Roi noir sur case blanche g8 · Pion noir sur case noire a7 · Pion noir sur case blanche b7 · Pion noir sur case blanche f7 · Pion noir sur case noire g7 · Pion blanc sur case blanche e6 · Fou noir sur case noire f6 · Pion noir sur case noire h6 · Dame noire sur case noire a5 · Pion noir sur case blanche d5 · Dame blanche sur case blanche h5 · Pion blanc sur case noire d4 · Tour noire sur case noire a3 · Pion blanc sur case blanche a2 · Pion blanc sur case noire b2 · Pion blanc sur case blanche g2 · Pion blanc sur case noire h2 · Roi blanc sur case blanche b1 · Tour blanche sur case blanche d1 · Fou blanc sur case blanche f1 · Tour blanche sur case blanche h1 | Tour noire sur case noire f8 · Roi noir sur case blanche g8 · Pion noir sur case noire a7 · Pion noir sur case blanche b7 · Pion noir sur case blanche f7 · Pion noir sur case noire g7 · Pion blanc sur case blanche e6 · Fou noir sur case noire f6 · Pion noir sur case noire h6 · Dame noire sur case noire a5 · Pion noir sur case blanche d5 · Dame blanche sur case blanche h5 · Pion blanc sur case noire d4 · Tour noire sur case noire a3 · Pion blanc sur case blanche a2 · Pion blanc sur case noire b2 · Pion blanc sur case blanche g2 · Pion blanc sur case noire h2 · Roi blanc sur case blanche b1 · Tour blanche sur case blanche d1 · Fou blanc sur case blanche f1 · Tour blanche sur case blanche h1 | Tour noire sur case noire f8 · Roi noir sur case blanche g8 · Pion noir sur case noire a7 · Pion noir sur case blanche b7 · Pion noir sur case blanche f7 · Pion noir sur case noire g7 · Pion blanc sur case blanche e6 · Fou noir sur case noire f6 · Pion noir sur case noire h6 · Dame noire sur case noire a5 · Pion noir sur case blanche d5 · Dame blanche sur case blanche h5 · Pion blanc sur case noire d4 · Tour noire sur case noire a3 · Pion blanc sur case blanche a2 · Pion blanc sur case noire b2 · Pion blanc sur case blanche g2 · Pion blanc sur case noire h2 · Roi blanc sur case blanche b1 · Tour blanche sur case blanche d1 · Fou blanc sur case blanche f1 · Tour blanche sur case blanche h1 | Tour noire sur case noire f8 · Roi noir sur case blanche g8 · Pion noir sur case noire a7 · Pion noir sur case blanche b7 · Pion noir sur case blanche f7 · Pion noir sur case noire g7 · Pion blanc sur case blanche e6 · Fou noir sur case noire f6 · Pion noir sur case noire h6 · Dame noire sur case noire a5 · Pion noir sur case blanche d5 · Dame blanche sur case blanche h5 · Pion blanc sur case noire d4 · Tour noire sur case noire a3 · Pion blanc sur case blanche a2 · Pion blanc sur case noire b2 · Pion blanc sur case blanche g2 · Pion blanc sur case noire h2 · Roi blanc sur case blanche b1 · Tour blanche sur case blanche d1 · Fou blanc sur case blanche f1 · Tour blanche sur case blanche h1 | Tour noire sur case noire f8 · Roi noir sur case blanche g8 · Pion noir sur case noire a7 · Pion noir sur case blanche b7 · Pion noir sur case blanche f7 · Pion noir sur case noire g7 · Pion blanc sur case blanche e6 · Fou noir sur case noire f6 · Pion noir sur case noire h6 · Dame noire sur case noire a5 · Pion noir sur case blanche d5 · Dame blanche sur case blanche h5 · Pion blanc sur case noire d4 · Tour noire sur case noire a3 · Pion blanc sur case blanche a2 · Pion blanc sur case noire b2 · Pion blanc sur case blanche g2 · Pion blanc sur case noire h2 · Roi blanc sur case blanche b1 · Tour blanche sur case blanche d1 · Fou blanc sur case blanche f1 · Tour blanche sur case blanche h1 | Tour noire sur case noire f8 · Roi noir sur case blanche g8 · Pion noir sur case noire a7 · Pion noir sur case blanche b7 · Pion noir sur case blanche f7 · Pion noir sur case noire g7 · Pion blanc sur case blanche e6 · Fou noir sur case noire f6 · Pion noir sur case noire h6 · Dame noire sur case noire a5 · Pion noir sur case blanche d5 · Dame blanche sur case blanche h5 · Pion blanc sur case noire d4 · Tour noire sur case noire a3 · Pion blanc sur case blanche a2 · Pion blanc sur case noire b2 · Pion blanc sur case blanche g2 · Pion blanc sur case noire h2 · Roi blanc sur case blanche b1 · Tour blanche sur case blanche d1 · Fou blanc sur case blanche f1 · Tour blanche sur case blanche h1 | 4 |
| 3 | Tour noire sur case noire f8 · Roi noir sur case blanche g8 · Pion noir sur case noire a7 · Pion noir sur case blanche b7 · Pion noir sur case blanche f7 · Pion noir sur case noire g7 · Pion blanc sur case blanche e6 · Fou noir sur case noire f6 · Pion noir sur case noire h6 · Dame noire sur case noire a5 · Pion noir sur case blanche d5 · Dame blanche sur case blanche h5 · Pion blanc sur case noire d4 · Tour noire sur case noire a3 · Pion blanc sur case blanche a2 · Pion blanc sur case noire b2 · Pion blanc sur case blanche g2 · Pion blanc sur case noire h2 · Roi blanc sur case blanche b1 · Tour blanche sur case blanche d1 · Fou blanc sur case blanche f1 · Tour blanche sur case blanche h1 | Tour noire sur case noire f8 · Roi noir sur case blanche g8 · Pion noir sur case noire a7 · Pion noir sur case blanche b7 · Pion noir sur case blanche f7 · Pion noir sur case noire g7 · Pion blanc sur case blanche e6 · Fou noir sur case noire f6 · Pion noir sur case noire h6 · Dame noire sur case noire a5 · Pion noir sur case blanche d5 · Dame blanche sur case blanche h5 · Pion blanc sur case noire d4 · Tour noire sur case noire a3 · Pion blanc sur case blanche a2 · Pion blanc sur case noire b2 · Pion blanc sur case blanche g2 · Pion blanc sur case noire h2 · Roi blanc sur case blanche b1 · Tour blanche sur case blanche d1 · Fou blanc sur case blanche f1 · Tour blanche sur case blanche h1 | Tour noire sur case noire f8 · Roi noir sur case blanche g8 · Pion noir sur case noire a7 · Pion noir sur case blanche b7 · Pion noir sur case blanche f7 · Pion noir sur case noire g7 · Pion blanc sur case blanche e6 · Fou noir sur case noire f6 · Pion noir sur case noire h6 · Dame noire sur case noire a5 · Pion noir sur case blanche d5 · Dame blanche sur case blanche h5 · Pion blanc sur case noire d4 · Tour noire sur case noire a3 · Pion blanc sur case blanche a2 · Pion blanc sur case noire b2 · Pion blanc sur case blanche g2 · Pion blanc sur case noire h2 · Roi blanc sur case blanche b1 · Tour blanche sur case blanche d1 · Fou blanc sur case blanche f1 · Tour blanche sur case blanche h1 | Tour noire sur case noire f8 · Roi noir sur case blanche g8 · Pion noir sur case noire a7 · Pion noir sur case blanche b7 · Pion noir sur case blanche f7 · Pion noir sur case noire g7 · Pion blanc sur case blanche e6 · Fou noir sur case noire f6 · Pion noir sur case noire h6 · Dame noire sur case noire a5 · Pion noir sur case blanche d5 · Dame blanche sur case blanche h5 · Pion blanc sur case noire d4 · Tour noire sur case noire a3 · Pion blanc sur case blanche a2 · Pion blanc sur case noire b2 · Pion blanc sur case blanche g2 · Pion blanc sur case noire h2 · Roi blanc sur case blanche b1 · Tour blanche sur case blanche d1 · Fou blanc sur case blanche f1 · Tour blanche sur case blanche h1 | Tour noire sur case noire f8 · Roi noir sur case blanche g8 · Pion noir sur case noire a7 · Pion noir sur case blanche b7 · Pion noir sur case blanche f7 · Pion noir sur case noire g7 · Pion blanc sur case blanche e6 · Fou noir sur case noire f6 · Pion noir sur case noire h6 · Dame noire sur case noire a5 · Pion noir sur case blanche d5 · Dame blanche sur case blanche h5 · Pion blanc sur case noire d4 · Tour noire sur case noire a3 · Pion blanc sur case blanche a2 · Pion blanc sur case noire b2 · Pion blanc sur case blanche g2 · Pion blanc sur case noire h2 · Roi blanc sur case blanche b1 · Tour blanche sur case blanche d1 · Fou blanc sur case blanche f1 · Tour blanche sur case blanche h1 | Tour noire sur case noire f8 · Roi noir sur case blanche g8 · Pion noir sur case noire a7 · Pion noir sur case blanche b7 · Pion noir sur case blanche f7 · Pion noir sur case noire g7 · Pion blanc sur case blanche e6 · Fou noir sur case noire f6 · Pion noir sur case noire h6 · Dame noire sur case noire a5 · Pion noir sur case blanche d5 · Dame blanche sur case blanche h5 · Pion blanc sur case noire d4 · Tour noire sur case noire a3 · Pion blanc sur case blanche a2 · Pion blanc sur case noire b2 · Pion blanc sur case blanche g2 · Pion blanc sur case noire h2 · Roi blanc sur case blanche b1 · Tour blanche sur case blanche d1 · Fou blanc sur case blanche f1 · Tour blanche sur case blanche h1 | Tour noire sur case noire f8 · Roi noir sur case blanche g8 · Pion noir sur case noire a7 · Pion noir sur case blanche b7 · Pion noir sur case blanche f7 · Pion noir sur case noire g7 · Pion blanc sur case blanche e6 · Fou noir sur case noire f6 · Pion noir sur case noire h6 · Dame noire sur case noire a5 · Pion noir sur case blanche d5 · Dame blanche sur case blanche h5 · Pion blanc sur case noire d4 · Tour noire sur case noire a3 · Pion blanc sur case blanche a2 · Pion blanc sur case noire b2 · Pion blanc sur case blanche g2 · Pion blanc sur case noire h2 · Roi blanc sur case blanche b1 · Tour blanche sur case blanche d1 · Fou blanc sur case blanche f1 · Tour blanche sur case blanche h1 | Tour noire sur case noire f8 · Roi noir sur case blanche g8 · Pion noir sur case noire a7 · Pion noir sur case blanche b7 · Pion noir sur case blanche f7 · Pion noir sur case noire g7 · Pion blanc sur case blanche e6 · Fou noir sur case noire f6 · Pion noir sur case noire h6 · Dame noire sur case noire a5 · Pion noir sur case blanche d5 · Dame blanche sur case blanche h5 · Pion blanc sur case noire d4 · Tour noire sur case noire a3 · Pion blanc sur case blanche a2 · Pion blanc sur case noire b2 · Pion blanc sur case blanche g2 · Pion blanc sur case noire h2 · Roi blanc sur case blanche b1 · Tour blanche sur case blanche d1 · Fou blanc sur case blanche f1 · Tour blanche sur case blanche h1 | 3 |
| 2 | Tour noire sur case noire f8 · Roi noir sur case blanche g8 · Pion noir sur case noire a7 · Pion noir sur case blanche b7 · Pion noir sur case blanche f7 · Pion noir sur case noire g7 · Pion blanc sur case blanche e6 · Fou noir sur case noire f6 · Pion noir sur case noire h6 · Dame noire sur case noire a5 · Pion noir sur case blanche d5 · Dame blanche sur case blanche h5 · Pion blanc sur case noire d4 · Tour noire sur case noire a3 · Pion blanc sur case blanche a2 · Pion blanc sur case noire b2 · Pion blanc sur case blanche g2 · Pion blanc sur case noire h2 · Roi blanc sur case blanche b1 · Tour blanche sur case blanche d1 · Fou blanc sur case blanche f1 · Tour blanche sur case blanche h1 | Tour noire sur case noire f8 · Roi noir sur case blanche g8 · Pion noir sur case noire a7 · Pion noir sur case blanche b7 · Pion noir sur case blanche f7 · Pion noir sur case noire g7 · Pion blanc sur case blanche e6 · Fou noir sur case noire f6 · Pion noir sur case noire h6 · Dame noire sur case noire a5 · Pion noir sur case blanche d5 · Dame blanche sur case blanche h5 · Pion blanc sur case noire d4 · Tour noire sur case noire a3 · Pion blanc sur case blanche a2 · Pion blanc sur case noire b2 · Pion blanc sur case blanche g2 · Pion blanc sur case noire h2 · Roi blanc sur case blanche b1 · Tour blanche sur case blanche d1 · Fou blanc sur case blanche f1 · Tour blanche sur case blanche h1 | Tour noire sur case noire f8 · Roi noir sur case blanche g8 · Pion noir sur case noire a7 · Pion noir sur case blanche b7 · Pion noir sur case blanche f7 · Pion noir sur case noire g7 · Pion blanc sur case blanche e6 · Fou noir sur case noire f6 · Pion noir sur case noire h6 · Dame noire sur case noire a5 · Pion noir sur case blanche d5 · Dame blanche sur case blanche h5 · Pion blanc sur case noire d4 · Tour noire sur case noire a3 · Pion blanc sur case blanche a2 · Pion blanc sur case noire b2 · Pion blanc sur case blanche g2 · Pion blanc sur case noire h2 · Roi blanc sur case blanche b1 · Tour blanche sur case blanche d1 · Fou blanc sur case blanche f1 · Tour blanche sur case blanche h1 | Tour noire sur case noire f8 · Roi noir sur case blanche g8 · Pion noir sur case noire a7 · Pion noir sur case blanche b7 · Pion noir sur case blanche f7 · Pion noir sur case noire g7 · Pion blanc sur case blanche e6 · Fou noir sur case noire f6 · Pion noir sur case noire h6 · Dame noire sur case noire a5 · Pion noir sur case blanche d5 · Dame blanche sur case blanche h5 · Pion blanc sur case noire d4 · Tour noire sur case noire a3 · Pion blanc sur case blanche a2 · Pion blanc sur case noire b2 · Pion blanc sur case blanche g2 · Pion blanc sur case noire h2 · Roi blanc sur case blanche b1 · Tour blanche sur case blanche d1 · Fou blanc sur case blanche f1 · Tour blanche sur case blanche h1 | Tour noire sur case noire f8 · Roi noir sur case blanche g8 · Pion noir sur case noire a7 · Pion noir sur case blanche b7 · Pion noir sur case blanche f7 · Pion noir sur case noire g7 · Pion blanc sur case blanche e6 · Fou noir sur case noire f6 · Pion noir sur case noire h6 · Dame noire sur case noire a5 · Pion noir sur case blanche d5 · Dame blanche sur case blanche h5 · Pion blanc sur case noire d4 · Tour noire sur case noire a3 · Pion blanc sur case blanche a2 · Pion blanc sur case noire b2 · Pion blanc sur case blanche g2 · Pion blanc sur case noire h2 · Roi blanc sur case blanche b1 · Tour blanche sur case blanche d1 · Fou blanc sur case blanche f1 · Tour blanche sur case blanche h1 | Tour noire sur case noire f8 · Roi noir sur case blanche g8 · Pion noir sur case noire a7 · Pion noir sur case blanche b7 · Pion noir sur case blanche f7 · Pion noir sur case noire g7 · Pion blanc sur case blanche e6 · Fou noir sur case noire f6 · Pion noir sur case noire h6 · Dame noire sur case noire a5 · Pion noir sur case blanche d5 · Dame blanche sur case blanche h5 · Pion blanc sur case noire d4 · Tour noire sur case noire a3 · Pion blanc sur case blanche a2 · Pion blanc sur case noire b2 · Pion blanc sur case blanche g2 · Pion blanc sur case noire h2 · Roi blanc sur case blanche b1 · Tour blanche sur case blanche d1 · Fou blanc sur case blanche f1 · Tour blanche sur case blanche h1 | Tour noire sur case noire f8 · Roi noir sur case blanche g8 · Pion noir sur case noire a7 · Pion noir sur case blanche b7 · Pion noir sur case blanche f7 · Pion noir sur case noire g7 · Pion blanc sur case blanche e6 · Fou noir sur case noire f6 · Pion noir sur case noire h6 · Dame noire sur case noire a5 · Pion noir sur case blanche d5 · Dame blanche sur case blanche h5 · Pion blanc sur case noire d4 · Tour noire sur case noire a3 · Pion blanc sur case blanche a2 · Pion blanc sur case noire b2 · Pion blanc sur case blanche g2 · Pion blanc sur case noire h2 · Roi blanc sur case blanche b1 · Tour blanche sur case blanche d1 · Fou blanc sur case blanche f1 · Tour blanche sur case blanche h1 | Tour noire sur case noire f8 · Roi noir sur case blanche g8 · Pion noir sur case noire a7 · Pion noir sur case blanche b7 · Pion noir sur case blanche f7 · Pion noir sur case noire g7 · Pion blanc sur case blanche e6 · Fou noir sur case noire f6 · Pion noir sur case noire h6 · Dame noire sur case noire a5 · Pion noir sur case blanche d5 · Dame blanche sur case blanche h5 · Pion blanc sur case noire d4 · Tour noire sur case noire a3 · Pion blanc sur case blanche a2 · Pion blanc sur case noire b2 · Pion blanc sur case blanche g2 · Pion blanc sur case noire h2 · Roi blanc sur case blanche b1 · Tour blanche sur case blanche d1 · Fou blanc sur case blanche f1 · Tour blanche sur case blanche h1 | 2 |
| 1 | Tour noire sur case noire f8 · Roi noir sur case blanche g8 · Pion noir sur case noire a7 · Pion noir sur case blanche b7 · Pion noir sur case blanche f7 · Pion noir sur case noire g7 · Pion blanc sur case blanche e6 · Fou noir sur case noire f6 · Pion noir sur case noire h6 · Dame noire sur case noire a5 · Pion noir sur case blanche d5 · Dame blanche sur case blanche h5 · Pion blanc sur case noire d4 · Tour noire sur case noire a3 · Pion blanc sur case blanche a2 · Pion blanc sur case noire b2 · Pion blanc sur case blanche g2 · Pion blanc sur case noire h2 · Roi blanc sur case blanche b1 · Tour blanche sur case blanche d1 · Fou blanc sur case blanche f1 · Tour blanche sur case blanche h1 | Tour noire sur case noire f8 · Roi noir sur case blanche g8 · Pion noir sur case noire a7 · Pion noir sur case blanche b7 · Pion noir sur case blanche f7 · Pion noir sur case noire g7 · Pion blanc sur case blanche e6 · Fou noir sur case noire f6 · Pion noir sur case noire h6 · Dame noire sur case noire a5 · Pion noir sur case blanche d5 · Dame blanche sur case blanche h5 · Pion blanc sur case noire d4 · Tour noire sur case noire a3 · Pion blanc sur case blanche a2 · Pion blanc sur case noire b2 · Pion blanc sur case blanche g2 · Pion blanc sur case noire h2 · Roi blanc sur case blanche b1 · Tour blanche sur case blanche d1 · Fou blanc sur case blanche f1 · Tour blanche sur case blanche h1 | Tour noire sur case noire f8 · Roi noir sur case blanche g8 · Pion noir sur case noire a7 · Pion noir sur case blanche b7 · Pion noir sur case blanche f7 · Pion noir sur case noire g7 · Pion blanc sur case blanche e6 · Fou noir sur case noire f6 · Pion noir sur case noire h6 · Dame noire sur case noire a5 · Pion noir sur case blanche d5 · Dame blanche sur case blanche h5 · Pion blanc sur case noire d4 · Tour noire sur case noire a3 · Pion blanc sur case blanche a2 · Pion blanc sur case noire b2 · Pion blanc sur case blanche g2 · Pion blanc sur case noire h2 · Roi blanc sur case blanche b1 · Tour blanche sur case blanche d1 · Fou blanc sur case blanche f1 · Tour blanche sur case blanche h1 | Tour noire sur case noire f8 · Roi noir sur case blanche g8 · Pion noir sur case noire a7 · Pion noir sur case blanche b7 · Pion noir sur case blanche f7 · Pion noir sur case noire g7 · Pion blanc sur case blanche e6 · Fou noir sur case noire f6 · Pion noir sur case noire h6 · Dame noire sur case noire a5 · Pion noir sur case blanche d5 · Dame blanche sur case blanche h5 · Pion blanc sur case noire d4 · Tour noire sur case noire a3 · Pion blanc sur case blanche a2 · Pion blanc sur case noire b2 · Pion blanc sur case blanche g2 · Pion blanc sur case noire h2 · Roi blanc sur case blanche b1 · Tour blanche sur case blanche d1 · Fou blanc sur case blanche f1 · Tour blanche sur case blanche h1 | Tour noire sur case noire f8 · Roi noir sur case blanche g8 · Pion noir sur case noire a7 · Pion noir sur case blanche b7 · Pion noir sur case blanche f7 · Pion noir sur case noire g7 · Pion blanc sur case blanche e6 · Fou noir sur case noire f6 · Pion noir sur case noire h6 · Dame noire sur case noire a5 · Pion noir sur case blanche d5 · Dame blanche sur case blanche h5 · Pion blanc sur case noire d4 · Tour noire sur case noire a3 · Pion blanc sur case blanche a2 · Pion blanc sur case noire b2 · Pion blanc sur case blanche g2 · Pion blanc sur case noire h2 · Roi blanc sur case blanche b1 · Tour blanche sur case blanche d1 · Fou blanc sur case blanche f1 · Tour blanche sur case blanche h1 | Tour noire sur case noire f8 · Roi noir sur case blanche g8 · Pion noir sur case noire a7 · Pion noir sur case blanche b7 · Pion noir sur case blanche f7 · Pion noir sur case noire g7 · Pion blanc sur case blanche e6 · Fou noir sur case noire f6 · Pion noir sur case noire h6 · Dame noire sur case noire a5 · Pion noir sur case blanche d5 · Dame blanche sur case blanche h5 · Pion blanc sur case noire d4 · Tour noire sur case noire a3 · Pion blanc sur case blanche a2 · Pion blanc sur case noire b2 · Pion blanc sur case blanche g2 · Pion blanc sur case noire h2 · Roi blanc sur case blanche b1 · Tour blanche sur case blanche d1 · Fou blanc sur case blanche f1 · Tour blanche sur case blanche h1 | Tour noire sur case noire f8 · Roi noir sur case blanche g8 · Pion noir sur case noire a7 · Pion noir sur case blanche b7 · Pion noir sur case blanche f7 · Pion noir sur case noire g7 · Pion blanc sur case blanche e6 · Fou noir sur case noire f6 · Pion noir sur case noire h6 · Dame noire sur case noire a5 · Pion noir sur case blanche d5 · Dame blanche sur case blanche h5 · Pion blanc sur case noire d4 · Tour noire sur case noire a3 · Pion blanc sur case blanche a2 · Pion blanc sur case noire b2 · Pion blanc sur case blanche g2 · Pion blanc sur case noire h2 · Roi blanc sur case blanche b1 · Tour blanche sur case blanche d1 · Fou blanc sur case blanche f1 · Tour blanche sur case blanche h1 | Tour noire sur case noire f8 · Roi noir sur case blanche g8 · Pion noir sur case noire a7 · Pion noir sur case blanche b7 · Pion noir sur case blanche f7 · Pion noir sur case noire g7 · Pion blanc sur case blanche e6 · Fou noir sur case noire f6 · Pion noir sur case noire h6 · Dame noire sur case noire a5 · Pion noir sur case blanche d5 · Dame blanche sur case blanche h5 · Pion blanc sur case noire d4 · Tour noire sur case noire a3 · Pion blanc sur case blanche a2 · Pion blanc sur case noire b2 · Pion blanc sur case blanche g2 · Pion blanc sur case noire h2 · Roi blanc sur case blanche b1 · Tour blanche sur case blanche d1 · Fou blanc sur case blanche f1 · Tour blanche sur case blanche h1 | 1 |
|   | a | b | c | d | e | f | g | h |   |

19. exf7+? (19. bxa3! Db6+ 20. Fb5!) 19...Txf7 20. bxa3 Db6+ 21. Fb5! Dxb5+ 22. Ra1 Tc7? (22...Dc4!) 23. Td2 Tc4 24. Thd1? (24. Te1!) 24...Tc3? (24...Dc6!) 25. Df5 Dc4 26. Rb2? (26. Rb1! Txa3 27. Tc1!)
|   | a | b | c | d | e | f | g | h |   |
| 8 | Roi noir sur case blanche g8 · Pion noir sur case noire a7 · Pion noir sur case blanche b7 · Pion noir sur case noire g7 · Fou noir sur case noire f6 · Pion noir sur case noire h6 · Pion noir sur case blanche d5 · Dame blanche sur case blanche f5 · Dame noire sur case blanche c4 · Pion blanc sur case noire d4 · Pion blanc sur case noire a3 · Tour noire sur case noire c3 · Pion blanc sur case blanche a2 · Roi blanc sur case noire b2 · Tour blanche sur case noire d2 · Pion blanc sur case blanche g2 · Pion blanc sur case noire h2 · Tour blanche sur case blanche d1 | Roi noir sur case blanche g8 · Pion noir sur case noire a7 · Pion noir sur case blanche b7 · Pion noir sur case noire g7 · Fou noir sur case noire f6 · Pion noir sur case noire h6 · Pion noir sur case blanche d5 · Dame blanche sur case blanche f5 · Dame noire sur case blanche c4 · Pion blanc sur case noire d4 · Pion blanc sur case noire a3 · Tour noire sur case noire c3 · Pion blanc sur case blanche a2 · Roi blanc sur case noire b2 · Tour blanche sur case noire d2 · Pion blanc sur case blanche g2 · Pion blanc sur case noire h2 · Tour blanche sur case blanche d1 | Roi noir sur case blanche g8 · Pion noir sur case noire a7 · Pion noir sur case blanche b7 · Pion noir sur case noire g7 · Fou noir sur case noire f6 · Pion noir sur case noire h6 · Pion noir sur case blanche d5 · Dame blanche sur case blanche f5 · Dame noire sur case blanche c4 · Pion blanc sur case noire d4 · Pion blanc sur case noire a3 · Tour noire sur case noire c3 · Pion blanc sur case blanche a2 · Roi blanc sur case noire b2 · Tour blanche sur case noire d2 · Pion blanc sur case blanche g2 · Pion blanc sur case noire h2 · Tour blanche sur case blanche d1 | Roi noir sur case blanche g8 · Pion noir sur case noire a7 · Pion noir sur case blanche b7 · Pion noir sur case noire g7 · Fou noir sur case noire f6 · Pion noir sur case noire h6 · Pion noir sur case blanche d5 · Dame blanche sur case blanche f5 · Dame noire sur case blanche c4 · Pion blanc sur case noire d4 · Pion blanc sur case noire a3 · Tour noire sur case noire c3 · Pion blanc sur case blanche a2 · Roi blanc sur case noire b2 · Tour blanche sur case noire d2 · Pion blanc sur case blanche g2 · Pion blanc sur case noire h2 · Tour blanche sur case blanche d1 | Roi noir sur case blanche g8 · Pion noir sur case noire a7 · Pion noir sur case blanche b7 · Pion noir sur case noire g7 · Fou noir sur case noire f6 · Pion noir sur case noire h6 · Pion noir sur case blanche d5 · Dame blanche sur case blanche f5 · Dame noire sur case blanche c4 · Pion blanc sur case noire d4 · Pion blanc sur case noire a3 · Tour noire sur case noire c3 · Pion blanc sur case blanche a2 · Roi blanc sur case noire b2 · Tour blanche sur case noire d2 · Pion blanc sur case blanche g2 · Pion blanc sur case noire h2 · Tour blanche sur case blanche d1 | Roi noir sur case blanche g8 · Pion noir sur case noire a7 · Pion noir sur case blanche b7 · Pion noir sur case noire g7 · Fou noir sur case noire f6 · Pion noir sur case noire h6 · Pion noir sur case blanche d5 · Dame blanche sur case blanche f5 · Dame noire sur case blanche c4 · Pion blanc sur case noire d4 · Pion blanc sur case noire a3 · Tour noire sur case noire c3 · Pion blanc sur case blanche a2 · Roi blanc sur case noire b2 · Tour blanche sur case noire d2 · Pion blanc sur case blanche g2 · Pion blanc sur case noire h2 · Tour blanche sur case blanche d1 | Roi noir sur case blanche g8 · Pion noir sur case noire a7 · Pion noir sur case blanche b7 · Pion noir sur case noire g7 · Fou noir sur case noire f6 · Pion noir sur case noire h6 · Pion noir sur case blanche d5 · Dame blanche sur case blanche f5 · Dame noire sur case blanche c4 · Pion blanc sur case noire d4 · Pion blanc sur case noire a3 · Tour noire sur case noire c3 · Pion blanc sur case blanche a2 · Roi blanc sur case noire b2 · Tour blanche sur case noire d2 · Pion blanc sur case blanche g2 · Pion blanc sur case noire h2 · Tour blanche sur case blanche d1 | Roi noir sur case blanche g8 · Pion noir sur case noire a7 · Pion noir sur case blanche b7 · Pion noir sur case noire g7 · Fou noir sur case noire f6 · Pion noir sur case noire h6 · Pion noir sur case blanche d5 · Dame blanche sur case blanche f5 · Dame noire sur case blanche c4 · Pion blanc sur case noire d4 · Pion blanc sur case noire a3 · Tour noire sur case noire c3 · Pion blanc sur case blanche a2 · Roi blanc sur case noire b2 · Tour blanche sur case noire d2 · Pion blanc sur case blanche g2 · Pion blanc sur case noire h2 · Tour blanche sur case blanche d1 | 8 |
| 7 | Roi noir sur case blanche g8 · Pion noir sur case noire a7 · Pion noir sur case blanche b7 · Pion noir sur case noire g7 · Fou noir sur case noire f6 · Pion noir sur case noire h6 · Pion noir sur case blanche d5 · Dame blanche sur case blanche f5 · Dame noire sur case blanche c4 · Pion blanc sur case noire d4 · Pion blanc sur case noire a3 · Tour noire sur case noire c3 · Pion blanc sur case blanche a2 · Roi blanc sur case noire b2 · Tour blanche sur case noire d2 · Pion blanc sur case blanche g2 · Pion blanc sur case noire h2 · Tour blanche sur case blanche d1 | Roi noir sur case blanche g8 · Pion noir sur case noire a7 · Pion noir sur case blanche b7 · Pion noir sur case noire g7 · Fou noir sur case noire f6 · Pion noir sur case noire h6 · Pion noir sur case blanche d5 · Dame blanche sur case blanche f5 · Dame noire sur case blanche c4 · Pion blanc sur case noire d4 · Pion blanc sur case noire a3 · Tour noire sur case noire c3 · Pion blanc sur case blanche a2 · Roi blanc sur case noire b2 · Tour blanche sur case noire d2 · Pion blanc sur case blanche g2 · Pion blanc sur case noire h2 · Tour blanche sur case blanche d1 | Roi noir sur case blanche g8 · Pion noir sur case noire a7 · Pion noir sur case blanche b7 · Pion noir sur case noire g7 · Fou noir sur case noire f6 · Pion noir sur case noire h6 · Pion noir sur case blanche d5 · Dame blanche sur case blanche f5 · Dame noire sur case blanche c4 · Pion blanc sur case noire d4 · Pion blanc sur case noire a3 · Tour noire sur case noire c3 · Pion blanc sur case blanche a2 · Roi blanc sur case noire b2 · Tour blanche sur case noire d2 · Pion blanc sur case blanche g2 · Pion blanc sur case noire h2 · Tour blanche sur case blanche d1 | Roi noir sur case blanche g8 · Pion noir sur case noire a7 · Pion noir sur case blanche b7 · Pion noir sur case noire g7 · Fou noir sur case noire f6 · Pion noir sur case noire h6 · Pion noir sur case blanche d5 · Dame blanche sur case blanche f5 · Dame noire sur case blanche c4 · Pion blanc sur case noire d4 · Pion blanc sur case noire a3 · Tour noire sur case noire c3 · Pion blanc sur case blanche a2 · Roi blanc sur case noire b2 · Tour blanche sur case noire d2 · Pion blanc sur case blanche g2 · Pion blanc sur case noire h2 · Tour blanche sur case blanche d1 | Roi noir sur case blanche g8 · Pion noir sur case noire a7 · Pion noir sur case blanche b7 · Pion noir sur case noire g7 · Fou noir sur case noire f6 · Pion noir sur case noire h6 · Pion noir sur case blanche d5 · Dame blanche sur case blanche f5 · Dame noire sur case blanche c4 · Pion blanc sur case noire d4 · Pion blanc sur case noire a3 · Tour noire sur case noire c3 · Pion blanc sur case blanche a2 · Roi blanc sur case noire b2 · Tour blanche sur case noire d2 · Pion blanc sur case blanche g2 · Pion blanc sur case noire h2 · Tour blanche sur case blanche d1 | Roi noir sur case blanche g8 · Pion noir sur case noire a7 · Pion noir sur case blanche b7 · Pion noir sur case noire g7 · Fou noir sur case noire f6 · Pion noir sur case noire h6 · Pion noir sur case blanche d5 · Dame blanche sur case blanche f5 · Dame noire sur case blanche c4 · Pion blanc sur case noire d4 · Pion blanc sur case noire a3 · Tour noire sur case noire c3 · Pion blanc sur case blanche a2 · Roi blanc sur case noire b2 · Tour blanche sur case noire d2 · Pion blanc sur case blanche g2 · Pion blanc sur case noire h2 · Tour blanche sur case blanche d1 | Roi noir sur case blanche g8 · Pion noir sur case noire a7 · Pion noir sur case blanche b7 · Pion noir sur case noire g7 · Fou noir sur case noire f6 · Pion noir sur case noire h6 · Pion noir sur case blanche d5 · Dame blanche sur case blanche f5 · Dame noire sur case blanche c4 · Pion blanc sur case noire d4 · Pion blanc sur case noire a3 · Tour noire sur case noire c3 · Pion blanc sur case blanche a2 · Roi blanc sur case noire b2 · Tour blanche sur case noire d2 · Pion blanc sur case blanche g2 · Pion blanc sur case noire h2 · Tour blanche sur case blanche d1 | Roi noir sur case blanche g8 · Pion noir sur case noire a7 · Pion noir sur case blanche b7 · Pion noir sur case noire g7 · Fou noir sur case noire f6 · Pion noir sur case noire h6 · Pion noir sur case blanche d5 · Dame blanche sur case blanche f5 · Dame noire sur case blanche c4 · Pion blanc sur case noire d4 · Pion blanc sur case noire a3 · Tour noire sur case noire c3 · Pion blanc sur case blanche a2 · Roi blanc sur case noire b2 · Tour blanche sur case noire d2 · Pion blanc sur case blanche g2 · Pion blanc sur case noire h2 · Tour blanche sur case blanche d1 | 7 |
| 6 | Roi noir sur case blanche g8 · Pion noir sur case noire a7 · Pion noir sur case blanche b7 · Pion noir sur case noire g7 · Fou noir sur case noire f6 · Pion noir sur case noire h6 · Pion noir sur case blanche d5 · Dame blanche sur case blanche f5 · Dame noire sur case blanche c4 · Pion blanc sur case noire d4 · Pion blanc sur case noire a3 · Tour noire sur case noire c3 · Pion blanc sur case blanche a2 · Roi blanc sur case noire b2 · Tour blanche sur case noire d2 · Pion blanc sur case blanche g2 · Pion blanc sur case noire h2 · Tour blanche sur case blanche d1 | Roi noir sur case blanche g8 · Pion noir sur case noire a7 · Pion noir sur case blanche b7 · Pion noir sur case noire g7 · Fou noir sur case noire f6 · Pion noir sur case noire h6 · Pion noir sur case blanche d5 · Dame blanche sur case blanche f5 · Dame noire sur case blanche c4 · Pion blanc sur case noire d4 · Pion blanc sur case noire a3 · Tour noire sur case noire c3 · Pion blanc sur case blanche a2 · Roi blanc sur case noire b2 · Tour blanche sur case noire d2 · Pion blanc sur case blanche g2 · Pion blanc sur case noire h2 · Tour blanche sur case blanche d1 | Roi noir sur case blanche g8 · Pion noir sur case noire a7 · Pion noir sur case blanche b7 · Pion noir sur case noire g7 · Fou noir sur case noire f6 · Pion noir sur case noire h6 · Pion noir sur case blanche d5 · Dame blanche sur case blanche f5 · Dame noire sur case blanche c4 · Pion blanc sur case noire d4 · Pion blanc sur case noire a3 · Tour noire sur case noire c3 · Pion blanc sur case blanche a2 · Roi blanc sur case noire b2 · Tour blanche sur case noire d2 · Pion blanc sur case blanche g2 · Pion blanc sur case noire h2 · Tour blanche sur case blanche d1 | Roi noir sur case blanche g8 · Pion noir sur case noire a7 · Pion noir sur case blanche b7 · Pion noir sur case noire g7 · Fou noir sur case noire f6 · Pion noir sur case noire h6 · Pion noir sur case blanche d5 · Dame blanche sur case blanche f5 · Dame noire sur case blanche c4 · Pion blanc sur case noire d4 · Pion blanc sur case noire a3 · Tour noire sur case noire c3 · Pion blanc sur case blanche a2 · Roi blanc sur case noire b2 · Tour blanche sur case noire d2 · Pion blanc sur case blanche g2 · Pion blanc sur case noire h2 · Tour blanche sur case blanche d1 | Roi noir sur case blanche g8 · Pion noir sur case noire a7 · Pion noir sur case blanche b7 · Pion noir sur case noire g7 · Fou noir sur case noire f6 · Pion noir sur case noire h6 · Pion noir sur case blanche d5 · Dame blanche sur case blanche f5 · Dame noire sur case blanche c4 · Pion blanc sur case noire d4 · Pion blanc sur case noire a3 · Tour noire sur case noire c3 · Pion blanc sur case blanche a2 · Roi blanc sur case noire b2 · Tour blanche sur case noire d2 · Pion blanc sur case blanche g2 · Pion blanc sur case noire h2 · Tour blanche sur case blanche d1 | Roi noir sur case blanche g8 · Pion noir sur case noire a7 · Pion noir sur case blanche b7 · Pion noir sur case noire g7 · Fou noir sur case noire f6 · Pion noir sur case noire h6 · Pion noir sur case blanche d5 · Dame blanche sur case blanche f5 · Dame noire sur case blanche c4 · Pion blanc sur case noire d4 · Pion blanc sur case noire a3 · Tour noire sur case noire c3 · Pion blanc sur case blanche a2 · Roi blanc sur case noire b2 · Tour blanche sur case noire d2 · Pion blanc sur case blanche g2 · Pion blanc sur case noire h2 · Tour blanche sur case blanche d1 | Roi noir sur case blanche g8 · Pion noir sur case noire a7 · Pion noir sur case blanche b7 · Pion noir sur case noire g7 · Fou noir sur case noire f6 · Pion noir sur case noire h6 · Pion noir sur case blanche d5 · Dame blanche sur case blanche f5 · Dame noire sur case blanche c4 · Pion blanc sur case noire d4 · Pion blanc sur case noire a3 · Tour noire sur case noire c3 · Pion blanc sur case blanche a2 · Roi blanc sur case noire b2 · Tour blanche sur case noire d2 · Pion blanc sur case blanche g2 · Pion blanc sur case noire h2 · Tour blanche sur case blanche d1 | Roi noir sur case blanche g8 · Pion noir sur case noire a7 · Pion noir sur case blanche b7 · Pion noir sur case noire g7 · Fou noir sur case noire f6 · Pion noir sur case noire h6 · Pion noir sur case blanche d5 · Dame blanche sur case blanche f5 · Dame noire sur case blanche c4 · Pion blanc sur case noire d4 · Pion blanc sur case noire a3 · Tour noire sur case noire c3 · Pion blanc sur case blanche a2 · Roi blanc sur case noire b2 · Tour blanche sur case noire d2 · Pion blanc sur case blanche g2 · Pion blanc sur case noire h2 · Tour blanche sur case blanche d1 | 6 |
| 5 | Roi noir sur case blanche g8 · Pion noir sur case noire a7 · Pion noir sur case blanche b7 · Pion noir sur case noire g7 · Fou noir sur case noire f6 · Pion noir sur case noire h6 · Pion noir sur case blanche d5 · Dame blanche sur case blanche f5 · Dame noire sur case blanche c4 · Pion blanc sur case noire d4 · Pion blanc sur case noire a3 · Tour noire sur case noire c3 · Pion blanc sur case blanche a2 · Roi blanc sur case noire b2 · Tour blanche sur case noire d2 · Pion blanc sur case blanche g2 · Pion blanc sur case noire h2 · Tour blanche sur case blanche d1 | Roi noir sur case blanche g8 · Pion noir sur case noire a7 · Pion noir sur case blanche b7 · Pion noir sur case noire g7 · Fou noir sur case noire f6 · Pion noir sur case noire h6 · Pion noir sur case blanche d5 · Dame blanche sur case blanche f5 · Dame noire sur case blanche c4 · Pion blanc sur case noire d4 · Pion blanc sur case noire a3 · Tour noire sur case noire c3 · Pion blanc sur case blanche a2 · Roi blanc sur case noire b2 · Tour blanche sur case noire d2 · Pion blanc sur case blanche g2 · Pion blanc sur case noire h2 · Tour blanche sur case blanche d1 | Roi noir sur case blanche g8 · Pion noir sur case noire a7 · Pion noir sur case blanche b7 · Pion noir sur case noire g7 · Fou noir sur case noire f6 · Pion noir sur case noire h6 · Pion noir sur case blanche d5 · Dame blanche sur case blanche f5 · Dame noire sur case blanche c4 · Pion blanc sur case noire d4 · Pion blanc sur case noire a3 · Tour noire sur case noire c3 · Pion blanc sur case blanche a2 · Roi blanc sur case noire b2 · Tour blanche sur case noire d2 · Pion blanc sur case blanche g2 · Pion blanc sur case noire h2 · Tour blanche sur case blanche d1 | Roi noir sur case blanche g8 · Pion noir sur case noire a7 · Pion noir sur case blanche b7 · Pion noir sur case noire g7 · Fou noir sur case noire f6 · Pion noir sur case noire h6 · Pion noir sur case blanche d5 · Dame blanche sur case blanche f5 · Dame noire sur case blanche c4 · Pion blanc sur case noire d4 · Pion blanc sur case noire a3 · Tour noire sur case noire c3 · Pion blanc sur case blanche a2 · Roi blanc sur case noire b2 · Tour blanche sur case noire d2 · Pion blanc sur case blanche g2 · Pion blanc sur case noire h2 · Tour blanche sur case blanche d1 | Roi noir sur case blanche g8 · Pion noir sur case noire a7 · Pion noir sur case blanche b7 · Pion noir sur case noire g7 · Fou noir sur case noire f6 · Pion noir sur case noire h6 · Pion noir sur case blanche d5 · Dame blanche sur case blanche f5 · Dame noire sur case blanche c4 · Pion blanc sur case noire d4 · Pion blanc sur case noire a3 · Tour noire sur case noire c3 · Pion blanc sur case blanche a2 · Roi blanc sur case noire b2 · Tour blanche sur case noire d2 · Pion blanc sur case blanche g2 · Pion blanc sur case noire h2 · Tour blanche sur case blanche d1 | Roi noir sur case blanche g8 · Pion noir sur case noire a7 · Pion noir sur case blanche b7 · Pion noir sur case noire g7 · Fou noir sur case noire f6 · Pion noir sur case noire h6 · Pion noir sur case blanche d5 · Dame blanche sur case blanche f5 · Dame noire sur case blanche c4 · Pion blanc sur case noire d4 · Pion blanc sur case noire a3 · Tour noire sur case noire c3 · Pion blanc sur case blanche a2 · Roi blanc sur case noire b2 · Tour blanche sur case noire d2 · Pion blanc sur case blanche g2 · Pion blanc sur case noire h2 · Tour blanche sur case blanche d1 | Roi noir sur case blanche g8 · Pion noir sur case noire a7 · Pion noir sur case blanche b7 · Pion noir sur case noire g7 · Fou noir sur case noire f6 · Pion noir sur case noire h6 · Pion noir sur case blanche d5 · Dame blanche sur case blanche f5 · Dame noire sur case blanche c4 · Pion blanc sur case noire d4 · Pion blanc sur case noire a3 · Tour noire sur case noire c3 · Pion blanc sur case blanche a2 · Roi blanc sur case noire b2 · Tour blanche sur case noire d2 · Pion blanc sur case blanche g2 · Pion blanc sur case noire h2 · Tour blanche sur case blanche d1 | Roi noir sur case blanche g8 · Pion noir sur case noire a7 · Pion noir sur case blanche b7 · Pion noir sur case noire g7 · Fou noir sur case noire f6 · Pion noir sur case noire h6 · Pion noir sur case blanche d5 · Dame blanche sur case blanche f5 · Dame noire sur case blanche c4 · Pion blanc sur case noire d4 · Pion blanc sur case noire a3 · Tour noire sur case noire c3 · Pion blanc sur case blanche a2 · Roi blanc sur case noire b2 · Tour blanche sur case noire d2 · Pion blanc sur case blanche g2 · Pion blanc sur case noire h2 · Tour blanche sur case blanche d1 | 5 |
| 4 | Roi noir sur case blanche g8 · Pion noir sur case noire a7 · Pion noir sur case blanche b7 · Pion noir sur case noire g7 · Fou noir sur case noire f6 · Pion noir sur case noire h6 · Pion noir sur case blanche d5 · Dame blanche sur case blanche f5 · Dame noire sur case blanche c4 · Pion blanc sur case noire d4 · Pion blanc sur case noire a3 · Tour noire sur case noire c3 · Pion blanc sur case blanche a2 · Roi blanc sur case noire b2 · Tour blanche sur case noire d2 · Pion blanc sur case blanche g2 · Pion blanc sur case noire h2 · Tour blanche sur case blanche d1 | Roi noir sur case blanche g8 · Pion noir sur case noire a7 · Pion noir sur case blanche b7 · Pion noir sur case noire g7 · Fou noir sur case noire f6 · Pion noir sur case noire h6 · Pion noir sur case blanche d5 · Dame blanche sur case blanche f5 · Dame noire sur case blanche c4 · Pion blanc sur case noire d4 · Pion blanc sur case noire a3 · Tour noire sur case noire c3 · Pion blanc sur case blanche a2 · Roi blanc sur case noire b2 · Tour blanche sur case noire d2 · Pion blanc sur case blanche g2 · Pion blanc sur case noire h2 · Tour blanche sur case blanche d1 | Roi noir sur case blanche g8 · Pion noir sur case noire a7 · Pion noir sur case blanche b7 · Pion noir sur case noire g7 · Fou noir sur case noire f6 · Pion noir sur case noire h6 · Pion noir sur case blanche d5 · Dame blanche sur case blanche f5 · Dame noire sur case blanche c4 · Pion blanc sur case noire d4 · Pion blanc sur case noire a3 · Tour noire sur case noire c3 · Pion blanc sur case blanche a2 · Roi blanc sur case noire b2 · Tour blanche sur case noire d2 · Pion blanc sur case blanche g2 · Pion blanc sur case noire h2 · Tour blanche sur case blanche d1 | Roi noir sur case blanche g8 · Pion noir sur case noire a7 · Pion noir sur case blanche b7 · Pion noir sur case noire g7 · Fou noir sur case noire f6 · Pion noir sur case noire h6 · Pion noir sur case blanche d5 · Dame blanche sur case blanche f5 · Dame noire sur case blanche c4 · Pion blanc sur case noire d4 · Pion blanc sur case noire a3 · Tour noire sur case noire c3 · Pion blanc sur case blanche a2 · Roi blanc sur case noire b2 · Tour blanche sur case noire d2 · Pion blanc sur case blanche g2 · Pion blanc sur case noire h2 · Tour blanche sur case blanche d1 | Roi noir sur case blanche g8 · Pion noir sur case noire a7 · Pion noir sur case blanche b7 · Pion noir sur case noire g7 · Fou noir sur case noire f6 · Pion noir sur case noire h6 · Pion noir sur case blanche d5 · Dame blanche sur case blanche f5 · Dame noire sur case blanche c4 · Pion blanc sur case noire d4 · Pion blanc sur case noire a3 · Tour noire sur case noire c3 · Pion blanc sur case blanche a2 · Roi blanc sur case noire b2 · Tour blanche sur case noire d2 · Pion blanc sur case blanche g2 · Pion blanc sur case noire h2 · Tour blanche sur case blanche d1 | Roi noir sur case blanche g8 · Pion noir sur case noire a7 · Pion noir sur case blanche b7 · Pion noir sur case noire g7 · Fou noir sur case noire f6 · Pion noir sur case noire h6 · Pion noir sur case blanche d5 · Dame blanche sur case blanche f5 · Dame noire sur case blanche c4 · Pion blanc sur case noire d4 · Pion blanc sur case noire a3 · Tour noire sur case noire c3 · Pion blanc sur case blanche a2 · Roi blanc sur case noire b2 · Tour blanche sur case noire d2 · Pion blanc sur case blanche g2 · Pion blanc sur case noire h2 · Tour blanche sur case blanche d1 | Roi noir sur case blanche g8 · Pion noir sur case noire a7 · Pion noir sur case blanche b7 · Pion noir sur case noire g7 · Fou noir sur case noire f6 · Pion noir sur case noire h6 · Pion noir sur case blanche d5 · Dame blanche sur case blanche f5 · Dame noire sur case blanche c4 · Pion blanc sur case noire d4 · Pion blanc sur case noire a3 · Tour noire sur case noire c3 · Pion blanc sur case blanche a2 · Roi blanc sur case noire b2 · Tour blanche sur case noire d2 · Pion blanc sur case blanche g2 · Pion blanc sur case noire h2 · Tour blanche sur case blanche d1 | Roi noir sur case blanche g8 · Pion noir sur case noire a7 · Pion noir sur case blanche b7 · Pion noir sur case noire g7 · Fou noir sur case noire f6 · Pion noir sur case noire h6 · Pion noir sur case blanche d5 · Dame blanche sur case blanche f5 · Dame noire sur case blanche c4 · Pion blanc sur case noire d4 · Pion blanc sur case noire a3 · Tour noire sur case noire c3 · Pion blanc sur case blanche a2 · Roi blanc sur case noire b2 · Tour blanche sur case noire d2 · Pion blanc sur case blanche g2 · Pion blanc sur case noire h2 · Tour blanche sur case blanche d1 | 4 |
| 3 | Roi noir sur case blanche g8 · Pion noir sur case noire a7 · Pion noir sur case blanche b7 · Pion noir sur case noire g7 · Fou noir sur case noire f6 · Pion noir sur case noire h6 · Pion noir sur case blanche d5 · Dame blanche sur case blanche f5 · Dame noire sur case blanche c4 · Pion blanc sur case noire d4 · Pion blanc sur case noire a3 · Tour noire sur case noire c3 · Pion blanc sur case blanche a2 · Roi blanc sur case noire b2 · Tour blanche sur case noire d2 · Pion blanc sur case blanche g2 · Pion blanc sur case noire h2 · Tour blanche sur case blanche d1 | Roi noir sur case blanche g8 · Pion noir sur case noire a7 · Pion noir sur case blanche b7 · Pion noir sur case noire g7 · Fou noir sur case noire f6 · Pion noir sur case noire h6 · Pion noir sur case blanche d5 · Dame blanche sur case blanche f5 · Dame noire sur case blanche c4 · Pion blanc sur case noire d4 · Pion blanc sur case noire a3 · Tour noire sur case noire c3 · Pion blanc sur case blanche a2 · Roi blanc sur case noire b2 · Tour blanche sur case noire d2 · Pion blanc sur case blanche g2 · Pion blanc sur case noire h2 · Tour blanche sur case blanche d1 | Roi noir sur case blanche g8 · Pion noir sur case noire a7 · Pion noir sur case blanche b7 · Pion noir sur case noire g7 · Fou noir sur case noire f6 · Pion noir sur case noire h6 · Pion noir sur case blanche d5 · Dame blanche sur case blanche f5 · Dame noire sur case blanche c4 · Pion blanc sur case noire d4 · Pion blanc sur case noire a3 · Tour noire sur case noire c3 · Pion blanc sur case blanche a2 · Roi blanc sur case noire b2 · Tour blanche sur case noire d2 · Pion blanc sur case blanche g2 · Pion blanc sur case noire h2 · Tour blanche sur case blanche d1 | Roi noir sur case blanche g8 · Pion noir sur case noire a7 · Pion noir sur case blanche b7 · Pion noir sur case noire g7 · Fou noir sur case noire f6 · Pion noir sur case noire h6 · Pion noir sur case blanche d5 · Dame blanche sur case blanche f5 · Dame noire sur case blanche c4 · Pion blanc sur case noire d4 · Pion blanc sur case noire a3 · Tour noire sur case noire c3 · Pion blanc sur case blanche a2 · Roi blanc sur case noire b2 · Tour blanche sur case noire d2 · Pion blanc sur case blanche g2 · Pion blanc sur case noire h2 · Tour blanche sur case blanche d1 | Roi noir sur case blanche g8 · Pion noir sur case noire a7 · Pion noir sur case blanche b7 · Pion noir sur case noire g7 · Fou noir sur case noire f6 · Pion noir sur case noire h6 · Pion noir sur case blanche d5 · Dame blanche sur case blanche f5 · Dame noire sur case blanche c4 · Pion blanc sur case noire d4 · Pion blanc sur case noire a3 · Tour noire sur case noire c3 · Pion blanc sur case blanche a2 · Roi blanc sur case noire b2 · Tour blanche sur case noire d2 · Pion blanc sur case blanche g2 · Pion blanc sur case noire h2 · Tour blanche sur case blanche d1 | Roi noir sur case blanche g8 · Pion noir sur case noire a7 · Pion noir sur case blanche b7 · Pion noir sur case noire g7 · Fou noir sur case noire f6 · Pion noir sur case noire h6 · Pion noir sur case blanche d5 · Dame blanche sur case blanche f5 · Dame noire sur case blanche c4 · Pion blanc sur case noire d4 · Pion blanc sur case noire a3 · Tour noire sur case noire c3 · Pion blanc sur case blanche a2 · Roi blanc sur case noire b2 · Tour blanche sur case noire d2 · Pion blanc sur case blanche g2 · Pion blanc sur case noire h2 · Tour blanche sur case blanche d1 | Roi noir sur case blanche g8 · Pion noir sur case noire a7 · Pion noir sur case blanche b7 · Pion noir sur case noire g7 · Fou noir sur case noire f6 · Pion noir sur case noire h6 · Pion noir sur case blanche d5 · Dame blanche sur case blanche f5 · Dame noire sur case blanche c4 · Pion blanc sur case noire d4 · Pion blanc sur case noire a3 · Tour noire sur case noire c3 · Pion blanc sur case blanche a2 · Roi blanc sur case noire b2 · Tour blanche sur case noire d2 · Pion blanc sur case blanche g2 · Pion blanc sur case noire h2 · Tour blanche sur case blanche d1 | Roi noir sur case blanche g8 · Pion noir sur case noire a7 · Pion noir sur case blanche b7 · Pion noir sur case noire g7 · Fou noir sur case noire f6 · Pion noir sur case noire h6 · Pion noir sur case blanche d5 · Dame blanche sur case blanche f5 · Dame noire sur case blanche c4 · Pion blanc sur case noire d4 · Pion blanc sur case noire a3 · Tour noire sur case noire c3 · Pion blanc sur case blanche a2 · Roi blanc sur case noire b2 · Tour blanche sur case noire d2 · Pion blanc sur case blanche g2 · Pion blanc sur case noire h2 · Tour blanche sur case blanche d1 | 3 |
| 2 | Roi noir sur case blanche g8 · Pion noir sur case noire a7 · Pion noir sur case blanche b7 · Pion noir sur case noire g7 · Fou noir sur case noire f6 · Pion noir sur case noire h6 · Pion noir sur case blanche d5 · Dame blanche sur case blanche f5 · Dame noire sur case blanche c4 · Pion blanc sur case noire d4 · Pion blanc sur case noire a3 · Tour noire sur case noire c3 · Pion blanc sur case blanche a2 · Roi blanc sur case noire b2 · Tour blanche sur case noire d2 · Pion blanc sur case blanche g2 · Pion blanc sur case noire h2 · Tour blanche sur case blanche d1 | Roi noir sur case blanche g8 · Pion noir sur case noire a7 · Pion noir sur case blanche b7 · Pion noir sur case noire g7 · Fou noir sur case noire f6 · Pion noir sur case noire h6 · Pion noir sur case blanche d5 · Dame blanche sur case blanche f5 · Dame noire sur case blanche c4 · Pion blanc sur case noire d4 · Pion blanc sur case noire a3 · Tour noire sur case noire c3 · Pion blanc sur case blanche a2 · Roi blanc sur case noire b2 · Tour blanche sur case noire d2 · Pion blanc sur case blanche g2 · Pion blanc sur case noire h2 · Tour blanche sur case blanche d1 | Roi noir sur case blanche g8 · Pion noir sur case noire a7 · Pion noir sur case blanche b7 · Pion noir sur case noire g7 · Fou noir sur case noire f6 · Pion noir sur case noire h6 · Pion noir sur case blanche d5 · Dame blanche sur case blanche f5 · Dame noire sur case blanche c4 · Pion blanc sur case noire d4 · Pion blanc sur case noire a3 · Tour noire sur case noire c3 · Pion blanc sur case blanche a2 · Roi blanc sur case noire b2 · Tour blanche sur case noire d2 · Pion blanc sur case blanche g2 · Pion blanc sur case noire h2 · Tour blanche sur case blanche d1 | Roi noir sur case blanche g8 · Pion noir sur case noire a7 · Pion noir sur case blanche b7 · Pion noir sur case noire g7 · Fou noir sur case noire f6 · Pion noir sur case noire h6 · Pion noir sur case blanche d5 · Dame blanche sur case blanche f5 · Dame noire sur case blanche c4 · Pion blanc sur case noire d4 · Pion blanc sur case noire a3 · Tour noire sur case noire c3 · Pion blanc sur case blanche a2 · Roi blanc sur case noire b2 · Tour blanche sur case noire d2 · Pion blanc sur case blanche g2 · Pion blanc sur case noire h2 · Tour blanche sur case blanche d1 | Roi noir sur case blanche g8 · Pion noir sur case noire a7 · Pion noir sur case blanche b7 · Pion noir sur case noire g7 · Fou noir sur case noire f6 · Pion noir sur case noire h6 · Pion noir sur case blanche d5 · Dame blanche sur case blanche f5 · Dame noire sur case blanche c4 · Pion blanc sur case noire d4 · Pion blanc sur case noire a3 · Tour noire sur case noire c3 · Pion blanc sur case blanche a2 · Roi blanc sur case noire b2 · Tour blanche sur case noire d2 · Pion blanc sur case blanche g2 · Pion blanc sur case noire h2 · Tour blanche sur case blanche d1 | Roi noir sur case blanche g8 · Pion noir sur case noire a7 · Pion noir sur case blanche b7 · Pion noir sur case noire g7 · Fou noir sur case noire f6 · Pion noir sur case noire h6 · Pion noir sur case blanche d5 · Dame blanche sur case blanche f5 · Dame noire sur case blanche c4 · Pion blanc sur case noire d4 · Pion blanc sur case noire a3 · Tour noire sur case noire c3 · Pion blanc sur case blanche a2 · Roi blanc sur case noire b2 · Tour blanche sur case noire d2 · Pion blanc sur case blanche g2 · Pion blanc sur case noire h2 · Tour blanche sur case blanche d1 | Roi noir sur case blanche g8 · Pion noir sur case noire a7 · Pion noir sur case blanche b7 · Pion noir sur case noire g7 · Fou noir sur case noire f6 · Pion noir sur case noire h6 · Pion noir sur case blanche d5 · Dame blanche sur case blanche f5 · Dame noire sur case blanche c4 · Pion blanc sur case noire d4 · Pion blanc sur case noire a3 · Tour noire sur case noire c3 · Pion blanc sur case blanche a2 · Roi blanc sur case noire b2 · Tour blanche sur case noire d2 · Pion blanc sur case blanche g2 · Pion blanc sur case noire h2 · Tour blanche sur case blanche d1 | Roi noir sur case blanche g8 · Pion noir sur case noire a7 · Pion noir sur case blanche b7 · Pion noir sur case noire g7 · Fou noir sur case noire f6 · Pion noir sur case noire h6 · Pion noir sur case blanche d5 · Dame blanche sur case blanche f5 · Dame noire sur case blanche c4 · Pion blanc sur case noire d4 · Pion blanc sur case noire a3 · Tour noire sur case noire c3 · Pion blanc sur case blanche a2 · Roi blanc sur case noire b2 · Tour blanche sur case noire d2 · Pion blanc sur case blanche g2 · Pion blanc sur case noire h2 · Tour blanche sur case blanche d1 | 2 |
| 1 | Roi noir sur case blanche g8 · Pion noir sur case noire a7 · Pion noir sur case blanche b7 · Pion noir sur case noire g7 · Fou noir sur case noire f6 · Pion noir sur case noire h6 · Pion noir sur case blanche d5 · Dame blanche sur case blanche f5 · Dame noire sur case blanche c4 · Pion blanc sur case noire d4 · Pion blanc sur case noire a3 · Tour noire sur case noire c3 · Pion blanc sur case blanche a2 · Roi blanc sur case noire b2 · Tour blanche sur case noire d2 · Pion blanc sur case blanche g2 · Pion blanc sur case noire h2 · Tour blanche sur case blanche d1 | Roi noir sur case blanche g8 · Pion noir sur case noire a7 · Pion noir sur case blanche b7 · Pion noir sur case noire g7 · Fou noir sur case noire f6 · Pion noir sur case noire h6 · Pion noir sur case blanche d5 · Dame blanche sur case blanche f5 · Dame noire sur case blanche c4 · Pion blanc sur case noire d4 · Pion blanc sur case noire a3 · Tour noire sur case noire c3 · Pion blanc sur case blanche a2 · Roi blanc sur case noire b2 · Tour blanche sur case noire d2 · Pion blanc sur case blanche g2 · Pion blanc sur case noire h2 · Tour blanche sur case blanche d1 | Roi noir sur case blanche g8 · Pion noir sur case noire a7 · Pion noir sur case blanche b7 · Pion noir sur case noire g7 · Fou noir sur case noire f6 · Pion noir sur case noire h6 · Pion noir sur case blanche d5 · Dame blanche sur case blanche f5 · Dame noire sur case blanche c4 · Pion blanc sur case noire d4 · Pion blanc sur case noire a3 · Tour noire sur case noire c3 · Pion blanc sur case blanche a2 · Roi blanc sur case noire b2 · Tour blanche sur case noire d2 · Pion blanc sur case blanche g2 · Pion blanc sur case noire h2 · Tour blanche sur case blanche d1 | Roi noir sur case blanche g8 · Pion noir sur case noire a7 · Pion noir sur case blanche b7 · Pion noir sur case noire g7 · Fou noir sur case noire f6 · Pion noir sur case noire h6 · Pion noir sur case blanche d5 · Dame blanche sur case blanche f5 · Dame noire sur case blanche c4 · Pion blanc sur case noire d4 · Pion blanc sur case noire a3 · Tour noire sur case noire c3 · Pion blanc sur case blanche a2 · Roi blanc sur case noire b2 · Tour blanche sur case noire d2 · Pion blanc sur case blanche g2 · Pion blanc sur case noire h2 · Tour blanche sur case blanche d1 | Roi noir sur case blanche g8 · Pion noir sur case noire a7 · Pion noir sur case blanche b7 · Pion noir sur case noire g7 · Fou noir sur case noire f6 · Pion noir sur case noire h6 · Pion noir sur case blanche d5 · Dame blanche sur case blanche f5 · Dame noire sur case blanche c4 · Pion blanc sur case noire d4 · Pion blanc sur case noire a3 · Tour noire sur case noire c3 · Pion blanc sur case blanche a2 · Roi blanc sur case noire b2 · Tour blanche sur case noire d2 · Pion blanc sur case blanche g2 · Pion blanc sur case noire h2 · Tour blanche sur case blanche d1 | Roi noir sur case blanche g8 · Pion noir sur case noire a7 · Pion noir sur case blanche b7 · Pion noir sur case noire g7 · Fou noir sur case noire f6 · Pion noir sur case noire h6 · Pion noir sur case blanche d5 · Dame blanche sur case blanche f5 · Dame noire sur case blanche c4 · Pion blanc sur case noire d4 · Pion blanc sur case noire a3 · Tour noire sur case noire c3 · Pion blanc sur case blanche a2 · Roi blanc sur case noire b2 · Tour blanche sur case noire d2 · Pion blanc sur case blanche g2 · Pion blanc sur case noire h2 · Tour blanche sur case blanche d1 | Roi noir sur case blanche g8 · Pion noir sur case noire a7 · Pion noir sur case blanche b7 · Pion noir sur case noire g7 · Fou noir sur case noire f6 · Pion noir sur case noire h6 · Pion noir sur case blanche d5 · Dame blanche sur case blanche f5 · Dame noire sur case blanche c4 · Pion blanc sur case noire d4 · Pion blanc sur case noire a3 · Tour noire sur case noire c3 · Pion blanc sur case blanche a2 · Roi blanc sur case noire b2 · Tour blanche sur case noire d2 · Pion blanc sur case blanche g2 · Pion blanc sur case noire h2 · Tour blanche sur case blanche d1 | Roi noir sur case blanche g8 · Pion noir sur case noire a7 · Pion noir sur case blanche b7 · Pion noir sur case noire g7 · Fou noir sur case noire f6 · Pion noir sur case noire h6 · Pion noir sur case blanche d5 · Dame blanche sur case blanche f5 · Dame noire sur case blanche c4 · Pion blanc sur case noire d4 · Pion blanc sur case noire a3 · Tour noire sur case noire c3 · Pion blanc sur case blanche a2 · Roi blanc sur case noire b2 · Tour blanche sur case noire d2 · Pion blanc sur case blanche g2 · Pion blanc sur case noire h2 · Tour blanche sur case blanche d1 | 1 |
|   | a | b | c | d | e | f | g | h |   |

26...Txa3!! (voir diagramme) 27. De6+ Rh7 28. Rxa3 Dc3+ 29. Ra4 b5+! 30. Rxb5 Dc4+ 0-1 (31. Ra5 Fd8+ 32. Db6 axb6 Mat).
Il est à noter que Pillsbury prit sa revanche dans sa toute dernière partie contre Lasker à Cambridge Springs en 1904 en jouant 7. Fxf6!

## Postérité
Selon le livre d'Harold C. Schonberg Grandmasters of Chess, Lasker considérait cette partie comme sa plus belle. Raymond Keene l'a faite figurer dans une série TV diffusée sur la chaîne britannique Thames reprenant les douze meilleures parties d'échecs de tous les temps et intitulée Duels of the Mind.
Pillsbury a perdu cinq des huit parties suivantes et a terminé troisième derrière Wilhelm Steinitz. Lasker a remporté le tournoi et le championnat du monde contre Steinitz la même année. Il a conservé son titre mondial pendant encore un quart de siècle.